# Steve Wacholz
Steve Wacholz (White Plains, New York, 1962. május 11. –) amerikai dobos, aki leginkább a Savatage tagjaként vált ismertté, de megfordult a Crimson Glory tagjai között is. A Savatage tagjaként hét nagylemezt dobolt fel, majd 1993-ban elhagyta a zenekart. Pályafutását olyan kezdetleges formációkban kezdte, mint például az "Alien", ahol már együtt zenélt Jon és Criss Oliva-val. Jon ekkor aggatta rá a "Doctor Hardware Killdrums" becenevet, utalva ezzel Steve kemény dobjátékára. Criss és Jon a 70-es évek végén felvette az Avatar nevet új zenekarukhoz, melynek dobosa Steve Wacholz lett. A nevet azonban birtokolta már egy másik zenekar, így Savatage-ra keresztelték magukat. Az együttes folyamatosan készített lemezeket, és az US Power Metal egyik legkiemelkedőbb formációja lett. Wacholz számára a lendület egészen 1993-ig tartott, amikor is elhagyta a zenekart. Criss Oliva halála után a zenekar szellemi vezér nélkül maradt, ezért távozott.
Ezután Spybat néven megalapította saját lemezkiadóját, de doboktatással is foglalkozik a Tampa Mars Music-on. Később csatlakozott a Crimson Glory zenekarhoz, és feldobolta az 1999-ben megjelent Astronomica albumot.

## Diszkográfia

### Savatage
- Sirens (1983)
- The Dungeons Are Calling EP (1984)
- Power of the Night (1985)
- Fight for the Rock (1986)
- Hall of the Mountain King (1987)
- Gutter Ballet (1989)
- Streets: A Rock Opera (1991)
- Edge of Thorns (1993)

### Crimson Glory
- Astronomica (1999)